# Vincenzo Coppola
Vincenzo Coppola (Roma, 16 marzo 1954) è un generale italiano, vice-comandante generale dell'Arma dei Carabinieri dal 22 marzo 2017 al 21 marzo 2018.

## Biografia
Il generale Coppola, coniugato e con due figli, ha intrapreso la carriera militare nel 1969, frequentando la Scuola militare Nunziatella di Napoli e i corsi dell'Accademia militare di Modena e della Scuola di applicazione carabinieri di Roma. 
Ha conseguito le lauree in scienze politiche, scienze della sicurezza interna ed esterna e il master in scienze strategiche. Ha frequentato da maggiore il 112º corso superiore di stato maggiore e, da colonnello, la 56ª sessione dell'istituto alti studi per la difesa presso il Centro alti studi per la difesa a Roma, conseguendo altresì il master in scienze strategiche. È conoscitore della lingua inglese e francese.
Nei gradi di tenente e capitano, in ordine cronologico, è stato comandante di plotone del III battaglione allievi carabinieri di Iglesias, comandante del plotone carabinieri presso l'Accademia militare di Modena, comandante della compagnia carabinieri di Ortona (CH), nonché comandante del nucleo carabinieri supporto SHAPE in Casteau (Belgio) e comandante della compagnia carabinieri di Venezia.
Da ufficiale superiore, nei gradi di maggiore e tenente colonnello, ha ricoperto gli incarichi di insegnante presso il I battaglione allievi sottufficiali carabinieri a Velletri, di capo della 2ª sezione dell'ufficio addestramento e regolamenti del Comando generale dell'Arma dei Carabinieri, nonché di comandante del gruppo carabinieri di Palermo e di comandante del 2º battaglione allievi marescialli e brigadieri carabinieri di Vicenza.
Da colonnello, ha retto la carica di capo di stato maggiore del Comando delle unità mobili e specializzate carabinieri "Palidoro" a Roma, di capo nucleo avanzato e di capo di stato maggiore del reggimento carabinieri Multinational Specialized Unit (MSU) a Sarajevo. Sempre nel grado di colonnello è stato comandante del reggimento carabinieri Multinational Specialized Unit nell'ambito della missione KFOR a Pristina e capo del team NATO di assistenza alla Macedonia a Skopje, prestando altresì servizio presso il Segretariato generale del Consiglio dell'Unione europea a Bruxelles.
Da ufficiale generale, è stato vice-capo del I reparto dello Stato maggiore della difesa, comandante della European Union Police Mission in Bosnia - Erzegovina, comandante della Legione carabinieri Sicilia a Palermo, Vice-comandante interregionale carabinieri "Ogaden" a Napoli e comandante della Divisione unità mobili carabinieri a Roma.
nel grado di Generale di corpo d'armata, ha retto la carica di comandante interregionale carabinieri "Pastrengo" a Milano, dal 9 dicembre 2014 al 24 ottobre 2016, per poi assumere l'incarico di comandante del Comando delle unità mobili e specializzate carabinieri "Palidoro" a Roma.
Dal 21 marzo 2017 ha ricoperto per un anno la carica di vice-comandante generale dell'Arma dei Carabinieri.
Dal 17 settembre 2018 è il nuovo Direttore del CPCC (Civilian Planning end Conduct Capability) all’interno della EEAS (European External Action Service dell’EU) alle dirette dipendenze dell’Alto Rappresentante delle Politiche Estere EU, in sostanza Comandante Operativo di tutte le Missioni civili dell’Unione Europea di Polizia, di assistenza giudiziaria, protezione civile e di monitoraggio.